# Кери (богиня)
Вижте пояснителната страница за други значения на Кери.
В древногръцката митология Кери са женски духове на смъртта. Те са дъщери на Никта и сестри на Мойрите, Танатос, Хипнос, Ерида, Немезида, Харон и други.